# Zvonik bazilike sv. Marka
Zvonik bazilike sv. Marka (Campanile di San Marco) jedan je od simbola grada Venecije. Venecijanci ga zovu od milja El parón de caxa (gazda kuće).
To je toranj od 98,6 m, jedan od najviših u Italiji. On stoji nezavisno u kutu Trga svetog Marka ispred bazilike svetog Marka. Jednostavnog je kvadratnog tijela od opeke, širok 12 metara i visok oko 50 metara, iznad toga je tijelo zvonika. Zvonik ima otvorenu lođu za smještaj zvona s romaničkim kvadriforama, iznad toga je ponovno tijelo od cigli, na čijim stranama su naizmjenično prikazani lavovi u pokretu i dva simbolička prikaza Venecije, u liku ženskih figura, kao Pravde.
Cjelinu upotpunjuje piramidalni krov, na čijem je vrhu vjetrokaz (zlatni kip arkanđela Gabrijela).

## Zvonik

### Povijest izgradnje zvonika
Izgradnja je počela još u 9. st. za vrijeme vladavine dužda Pietra Tribuna na temeljima rimskog porijekla. Zvonik je preoblikovan u 12. stoljeću, za vrijeme vladavine dužda Domenica Morosinija, po uzoru na zvonik iz Akvileje. Ponovno je rekonstruiran u 14. stoljeću.
Zvonik je ozbiljno oštećen udarom groma 1489. godine, koji je nagorio drvene grede konstrukcije. Nakon toga je teško oštećen u potresu, ožujka 1511. godine. Nakon toga je arhitekt Giorgio Spavento pokrenuo radove za temeljnu sanaciju i rekonstrukciju zvonika, te radove nastavili su arhitekti iz Bergama Giovanni i Bartolomeo Bon pod vodstvom Prokuratora bazilike sv. Marka. Nakon tih radova zvonik je dobio svoj konačni izgled. Prostor za zvonik isklesan je od mramora i bio je vidljiv s pučine Jadrana. Radovi su bili gotovi 6. srpnja 1513. godine, kada je svečano postavljen kip arkanđela Gabrijela od pozlaćenog drva na vrh zvonika.
U kasnijim stoljećima, zvonik je često popravljan nakon oštećenja uzrokovanih udarima groma. Godine 1609. Galileo Galilei poslužio se zvonikom za demonstraciju svoga teleskopa.
Godine 1653. radovi na obnovi zvonika povjereni su arhitektu Baldassaru Longheni. Dana 13. travnja 1745. godine udar groma napravio je velike napukline u zidu zvonika, zbog čega je nekoliko ljudi poginulo nakon pada krhotina. Konačno je 1776. godine toranj zvonika opremljen gromobranom. Kip arkanđela Gabrijela 1820. je godine zamijenjen novim, radom Luigija Zandomeneghia.

### Pad zvonika
U srpnju 1902. godine sjeverni je zid tornja ozbiljno napukao. Napuklina je sljedećih dana i dalje rasla. Konačno, u ponedjeljak, 14. srpnja oko 9:45, zvonik se totalno urušio, srušivši pritom do temelja i lođu u podnožju. Sreća u nesreći je bila, da nitko nije poginuo, osim mačke koja je u lođi obitavala. Zbog pozicije zvonika, nastala šteta bila je relativno mala. Osim lođe, nastradao je i ugao zgrade Bibliotece Marciane. Veliki mramorni stup zaštitio je zgradu same bazilike svetog Marka.
Iste večeri, komunalno vijeće grada odobrilo je više od 500.000 lira za obnovu zvonika. Odlučeno je da se zvonik obnovi točno onakav kakav je i bio, uz neka konstrukciona ojačanja kako bi se spriječilo da padne u budućnosti. Radovi su trajali sve do 6. ožujka 1912. godine. Novi zvonik svečano je otvoren 25. travnja 1912. godine, u povodu blagdana svetog Marka, točno 1.000 godina nakon izgradnje prve crkve sv. Marka u Veneciji.

### Zvona
Zvonik ima pet zvona, od kojih je svako imalo posebnu namjenu:
- Marangona je najveće zvono, i jedino izvorno nakon rušenja zvonika. To zvono označavalo je početak i završetak radnog dana za marangone (stolare) u venecijanskom arsenalu, kao i sjednice Velikog vijeća.
- Nona je zvono koje je označavalo podne.
- Trottiera, zvonjava ovog zvona bila je poziv venecijanskim plemićima da dođu na sjednice Velikog vijeća.
- Mezza terza ili dei Pregadi, zvono koje je najavljivalo sjednice  Vijeća umoljenih  (Venecijanski senat), članovi ovog vijeća zvali su se  umoljeni  (Pregadi).
- Renghiera ili Maleficio, najmanje zvono čija je zvonjava najavljivala pogubljenja.

Nakon pada zvonika i uništenja četiri zvona (od pet), korišten je stari materijal za izradu novih, a obnovu je donirao papa Pio X.

### Utjecaj na druge zvonike širom svijeta
Venecijanski zvonik poslužio je kao inspiracija za mnoge građevine širom svijeta; Zvonik katedrale sv. Jurja, Piran, Slovenija, Toranj sa satom - King Street Station, Seattle, SAD, Brisbane City Hall,  Brisbane, Australija, Rathaus (Gradska vijećnica) Kiel, Njemačka, MetLife Tower New York, SAD, Daniels & Fisher Tower Denver, SAD, zvonik u Port Elizabeth, Južna Afrika, Sather Tower, zvan Campanile, na University of California, Berkeley, SAD.
Replike venecijanskog zvonika podignute su u kockarskim oazama Las Vegasu i Makau.

## Lođa
Lođa (Lođica - Loggetta) manji je objekt u podnožju zvonika sv. Marka.
Ovaj mali kiparski objekt sagradio je Jacopo Sansovino, između 1537. i 1549. na mjestu ranije građevine, vjerojatno iz 14. stoljeća. Ovaj objekt prvotno je služio venecijanskim patricijima za sastanke, a nakon toga za gardu koja je osiguravala sjednice velikog vijeća. Vizualno je - stupovima i lukovima - podijeljen u tri zone. Između stupova su četiri niše s četiri brončana kipa; Minerve, Merkura, Apolona i Mira. Iznad tri lunete je friz s tri mramorna bareljefa, koji simbolički prikazuju snagu i političku spretnost Mletačke Republike. Na tim reljefima su alegorije Krete (Jupiter), Venecije (Minerva) i Cipra (Venera).
Godine 1663. dograđena je terasa s mramornim balaustradama. Nakon pada zvonika 1902. godine, Loggetta je potpuno porušena, a nanovo je podignuta 1912., pri tom je u najvećoj mjeri korišten materijal pronađen na mjestu urušavanja zvonika.